# والجیویه
والجیویه (به ایتالیایی: Valgioie) یک کومونه در ایتالیا است که در استان تورین واقع شده‌است. والجیویه ۹٫۱ کیلومتر مربع مساحت و ۹۵۲ نفر جمعیت دارد و ۸۷۰ متر بالاتر از سطح دریا واقع شده‌است.